# Punk Goes Pop
Punk Goes Pop is het tweede verzamelalbum uit de Punk Goes... serie uitgegeven door Fearless Records. Het bevat poppunk covers van popnummers.

## Nummers
1. "I Want It That Way" (Backstreet Boys) - Dynamite Boy - 3:32
2. "Candy" (Mandy Moore) - Slick Shoes - 3:31
3. "Everywhere" (Michelle Branch) - Yellowcard - 3:35
4. "Get the Party Started" (P!nk) - Stretch Arm Strong - 2:04
5. "Like a Prayer" (Madonna) - Rufio - 3:49
6. "Bye Bye Bye" (*NSYNC) - Further Seems Forever - 3:25
7. "Crush" (Mandy Moore) - Noise Ratchet - 3:02
8. "I'm Like A Bird" (Nelly Furtado) - Element 101 - 3:50
9. "Survivor" (Destiny's Child) - Knockout - 2:24
10. "I'm Real" (Jennifer Lopez) - The Starting Line - 3:28
11. "The Way You Love Me" (Faith Hill) - Keepsake - 4:12
12. "Sometimes" (Britney Spears) - Reach The Sky - 3:34
13. "All or Nothing" (O-Town) - Fake ID - 3:20
14. "Borderline" (Madonna) - Showoff - 3:39
15. "Send Me an Angel" (Real Life) - Thrice - 3:24
16. "...Baby One More Time" (Britney Spears) - Nicotine - 2:33
17. "Heaven Is a Place on Earth" (Belinda Carlisle) - Student Rick - 3:27

Punk Goes Metal ·
Punk Goes Pop ·
Punk Goes Acoustic ·
Punk Goes 80's ·
Punk Goes 90's ·
Punk Goes Acoustic 2 ·
Punk Goes Crunk ·
Punk Goes Pop Volume Two ·
Punk Goes Classic Rock ·
Punk Goes Pop Volume 03. ·
Punk Goes X ·
Punk Goes Pop Volume 4 ·
Punk Goes Pop Volume 5 ·
Punk Goes Christmas ·
Punk Goes 90s Vol. 2 ·
Punk Goes Pop Vol. 6 ·
Punk Goes Pop Vol. 7